# واپ (ترانه)
«واپ» (به انگلیسی: WAP، Wet-Ass Pussy، به معنای واژن و باسن مرطوب) ترانه‌ای ضبط‌شده از رپر آمریکایی کاردی بی و با همراهی آوازهای رپر آمریکایی مگان دی استالین است. این ترانه در ۷ اوت ۲۰۲۰ به‌عنوان تک‌آهنگ لید دومین آلبوم استودیویی آینده کاردی بی از طریق آتلانتیک رکوردز منتشر شد. «واپ» یک ترانه هیپ هاپ رانده شده با باس سنگین و نمونه برداری از ترانه «فاحشه‌ها در این خانه» از Frank Ski است. در این ترانه کاردی و مگان با هم بحث می‌کنند که چگونه می‌خواهند مردان آنها را با استفاده از چندین ایده جنسی راضی کنند.
این ترانه پس از انتشار به رتبه یک در ۱۰۰ آهنگ داغ بیلبورد نشست و کاردی بی با چهار تک‌آهنگ رتبه یک، تبدیل به اولین رپر زن با تعداد رتبه یک در ایالات متحده شد. این ترانه رکورد بزرگترین هفته پخش جریانی برای یک ترانه را در تاریخ ایالات متحده را شکست و در بالای جدول‌های فروش تک‌آهنگ‌های دیجیتال بیلبورد، ترانه‌های پخش شده و ترانه‌های داغ رپ و آهنگ‌های داغ آراندبی / هیپ-هاپ قرار گرفت.
موزیک ویدئو «واپ» در روز انتشار ترانه در کانال یوتیوب کاردی بی منتشر شد. در موزیک ویدئو ترانه، افراد مشهوری مانند کایلی جنر، نورمانی، رزالیا حضور دارند. این ویدئو به عنوان نمایش زنان که قدرت جنسی خود را نشان می‌دهند توصیف شده‌است. «واپ» رکورد بیشترین بازدید در ۲۴ ساعت اول انتشار برای یک همکاری کاملاً زنانه در یوتیوب را شکست.